# 葉真中顯
葉真中顯（日语：／ Hamanaka Aki，1976年3月1日—），日本推理小说、儿童文学作家，出生于東京都。东京学艺大学教育系肄業。

## 简历

### 以罪山罚太郎为笔名的活动
罪山罚太郎从2009年6月开始运营博客“我的邪恶备忘录”，还以相同身份担任撰稿人，为Mynavi新闻（日语：マイナビニュース）、Gadget通信（日语：ガジェット通信）、博多区的免费报纸《WJC
（连接世界俱乐部）》（日语：-{WJC
（ワールドジョイントクラブ）}-）撰稿，并负责2010年11月发行的独立音乐漫画《黑女王》（日语：「黒の女王」）的剧本。共同撰写的《TENGA論〜公开自慰的男人们〜》（日语：『TENGA論〜マスターベーションを開放した男たち〜』）于2011年2月上市。2013年2月，宣布结束以罪山罚太郎名义的活动。

### 以滨中秋为笔名的活动
滨中秋（日语：はまなかあき）2009年以《竞争对手》（日语：「ライバル」）获第一届角川学艺儿童文学优秀奖（同时获奖的是中山圣子《宇宙》（日语：「コスモス」）。评审团成员那須正幹评价说：“故事发展得非常出色。”2010年凭借该作品作为儿童文学作家首次亮相。2011年开始，在不定期连载的漫画《犬部! 我们的尾巴战记》（原作: 片野由香，漫画: 高仓阳树）中进行剧本合作。

### 以葉真中顯为笔名的活动
2013年，他凭著一部讲述照顾老人的犯罪小说《失控的照護》（日语：『ロスト・ケア』）获第十六届日本神秘文学大奖新人奖。评审委员绫辻行人和今野敏分别评价道“毫无夸张的杰作（掛け値なしの傑作）”和“毫无異議的杰作（文句なしの傑作）”。该作品在“這本推理小說我想讀！”中排第5名（新人第1名），“這本推理小說真厲害！”中排第10名，“週刊文春推理小說 Best 10”中排第14名。2015年，《绝叫》获得第36届吉川英治文学新人奖候选人，第68届日本推理作家协会奖（长篇和连篇短篇小说编辑部）候选。2017年凭借《茧》（日语：『コクーン』）获第38届吉川英治文学新人奖。2019年凭借《冰冻的太阳》（日语：『凍てつく太陽』）获得第21届大薮春彦奖和第72届日本推理作家协会奖（长篇和连篇短篇小说编辑部）。

## 作品列表

### 单行本
- （2010年7月 角川学芸出版） - 滨中秋（はまなかあき）名義
- 失控的照護/死亡护理师（ロスト・ケア）（2013年2月 光文社 / 2015年2月 光文社文庫 / 2015年9月 天培 / 2020年1月 磨铁文化文治图书 / 2024年 四川文艺出版社）
- 絕叫（2014年10月 光文社 / 2017年3月 光文社文庫 / 2017年5月 圓神）
- （2016年6月 講談社 / 2018年6月 講談社文庫）
- 茧（2016年10月 光文社 / 2019年4月 光文社文庫）
- 咖哩的女神（2017年10月 小学館文庫 / 2022年10月 獨步文化 / 2025年 湖南文艺出版社（出版））
  - 收录作品：祕密海邊（秘密の海） / 弒神者（神を殺した男） / 冤罪推定（推定冤罪） / 生前遺囑（リビング・ウィル） / 咖哩的女神（カレーの女神様） / 政治正確的警察小說（政治的に正しい警察小説）
- 冰冻的太阳（凍てつく太陽）（2018年8月 幻冬舎 / 2025年 湖南文艺出版社）
- W县警的悲剧（W県警の悲劇）（2019年1月 徳間書店）
  - 收录作品：洞の奥 / 交換日記 / ガサ入れの朝 / 私の戦い / 破戒 / 消えた少女
- Blue（2019年4月 光文社 / 2021年5月 尖端 / 2021年 新星出版社）
- 然后，化成海上的泡沫（そして、海の泡になる）（2020年11月 朝日新聞出版 / 湖南文艺出版社）
- 灼熱（2021年9月 新潮社）
- 恶女的告白（ロング・アフタヌーン）（2022年3月 中央公論新社 / 2024年 中国友谊出版公司（出版））
- 鼓動（2024年3月 光文社 / 北京联合出版公司（出版））

### 选集
- ザ・ベストミステリーズ 2015 推理小説年鑑（2015年5月 講談社）「カレーの女神様」
  - Acrobatic 物語の曲芸師たち ミステリー傑作選（2018年10月 講談社文庫）
- 地を這う捜査（2015年12月 德間書店）「洞の奥」
- 宝石 ザミステリー2016（2015年12月 光文社）「サブマージド」
- アイアムアヒーロー THE NOVEL（2016年4月 小学館 / 2017年3月 小学館文庫）「GAME is OVER」
- ベスト本格ミステリ2017（2017年6月 講談社ノベルス）「交換日記」
  - ベスト本格ミステリ TOP5 短編傑作選003（2019年4月 講談社文庫）
- 謎々 将棋 囲碁（2018年2月 角川春樹事務所）「三角文書」

### 杂志短篇
- 緋色のジャック（光文社『ジャーロ』2013年7月号）
- 推定冤罪（講談社『小説現代』2013年12月号）
- カレーの女神様（実業之日本社『月刊ジェイ・ノベル』2014年7月号）
- 洞の奥（德間書店『読楽』2014年11月号）

### 杂志连载
- 断罪の果実（朝日新聞出版『小説トリッパー』2014年冬号 - ）

## 改编成电视剧的作品
- 絕叫[12]
- W县警的悲剧[13]